# تورستن فرینگس
تورستن فرینْگْس (به آلمانی: Torsten Frings) بازیکن فوتبال و هافبک اهل آلمان است که از سال ۲۰۰۱ میلادی عضو تیم ملی فوتبال آلمان بوده‌است. وی در ۷۹ بازی ملی حضور داشته است و آخرین بازی ملی خود را در سال ۲۰۰۹ میلادی انجام داد. تورستن فرینگس در بازی‌های ملی‌اش ۱۰ گل به ثمر رساند.